# Peter Fitz
Peter Fitz ( Kaiserslautern, 8 de agosto de 1931 – Berlín, 10 de enero de 2013)  fue un actor alemán.  

## Biografía
Fitz estudió en la escuela de teatro Deutsches Schauspielhaus de Hamburgo hacia 1950. En la década siguiente trabajó con el Schauspiel de Frankfurt . Más adelante, el director Peter Stein lo incorporó al conjunto del Teatro Schaubühne de Berlín, donde trabajó bajo la dirección de Stein y de Klaus Michael Grüber .
A lo largo de su carrera, Fitz actuó en los principales escenarios de Alemania y Austria, como el Burgtheater de Viena, el Kammerspiele de Múnich, el Teatro Schiller de Berlín, así como en el Festival de Salzburgo . En 1980 y 1983 fue elegido Actor del Año por los editores de la revista Theater heute .
El trabajo teatral de Fitz tuvo prioridad a lo largo de su carrera, pero también apareció en varias películas y producciones televisivas. Algunas de ellas incluyen la película Au revoir les enfants de 1987 y La Conferencia de Wannsee de 1984. En 1996, Fitz fue nominado al Premio de Cine Alemán por su interpretación de Reinhold Schünzel en la obra de Hans-Christoph Blumenberg titulada One More Kiss and He's Dead.